# Mokrá-Horákov
Mokrá-Horákov je obec v okrese Brno-venkov v Jihomoravském kraji. Území obce má rozlohu 12,16 km². Žije zde přibližně 2 900 obyvatel. Obec se rozkládá v Drahanské vrchovině, na okraji ekologicky nejcennějšího území okresu, jímž je chráněná krajinná oblast Moravský kras. Na území obce je jeskyně Pekárna. Obec má občanskou vybavenost, rozvíjí se zde kultura i sport. Spadá pod farnost Tvarožná.
V obci se nachází cementárna společnosti Českomoravský cement. Na území obce se nachází bývalá raketová základna protivzdušné obrany ČSSR s úkolem chránit město Brno.
Obec má dvě části (zároveň katastrální území a ZSJ):
- Mokrá
- Horákov

## Historický přehled
První písemná zmínka o vsi Mokrá je z roku 1350. První písemná zmínka o vsi Horákov pochází z roku 1371. Ke sloučení obou bývalých obcí a vzniku obce Mokrá-Horákov došlo k 26. červenci 1976.

## Obyvatelstvo
| 1869 | 1880 | 1890 | 1900  | 1910  | 1921  | 1930  | 1950  | 1961  | 1970  | 1980  | 1991  | 2001  | 2011  | 2021  |
| ---- | ---- | ---- | ----- | ----- | ----- | ----- | ----- | ----- | ----- | ----- | ----- | ----- | ----- | ----- |
| 863  | 806  | 996  | 1 173 | 1 382 | 1 318 | 1 409 | 1 425 | 1 467 | 2 226 | 2 895 | 2 662 | 2 587 | 2 761 | 2 766 |

## Pamětihodnosti
- Hrad Horákov
- Jeskyně Pekárna

## Galerie

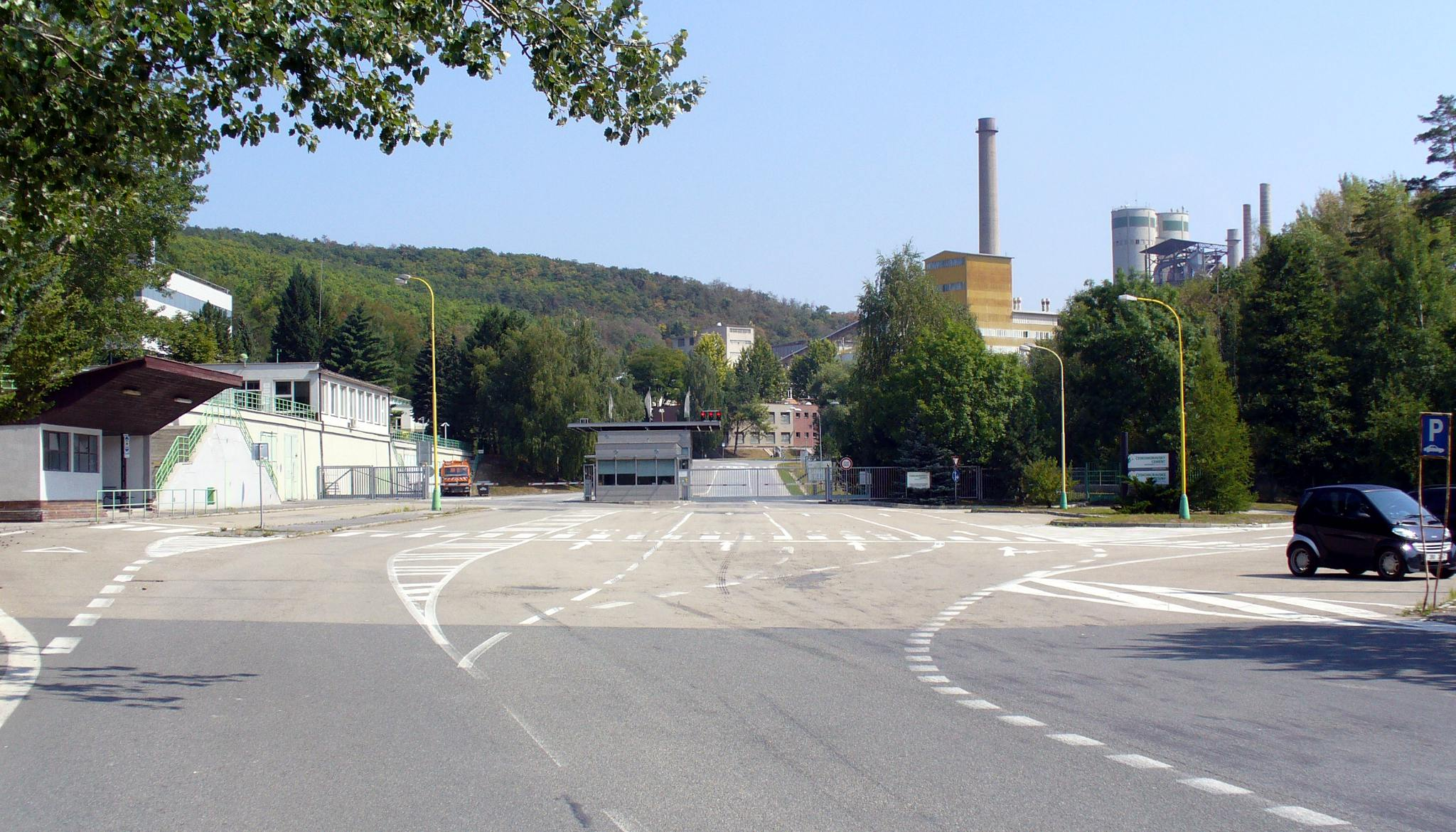
Cementárna Mokrá
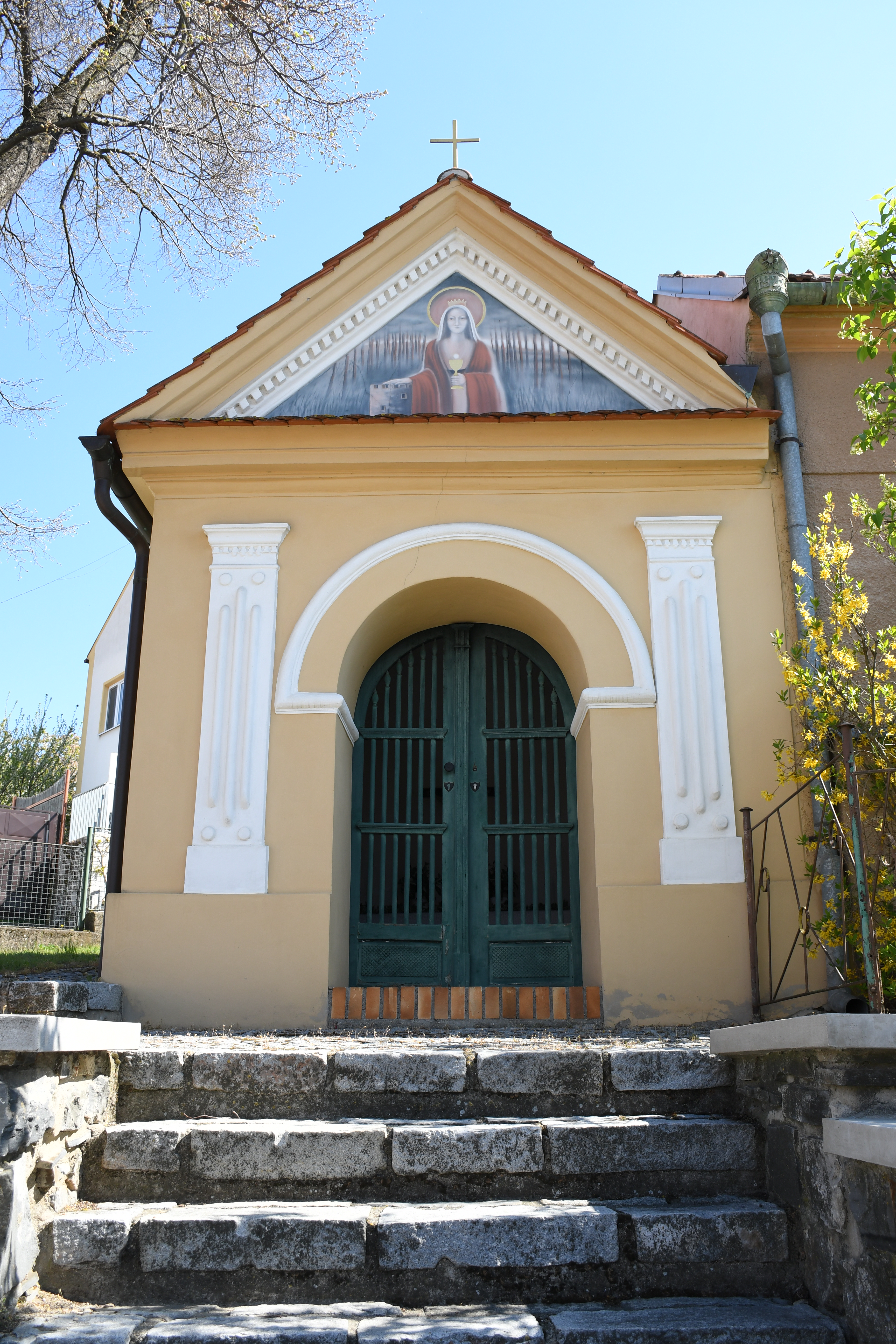
Mokrá, kaple sv. Barbory
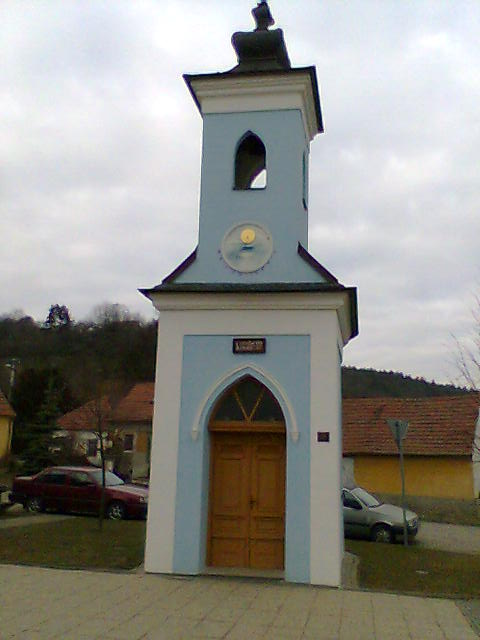
Horákov, kaple sv. Gotharda
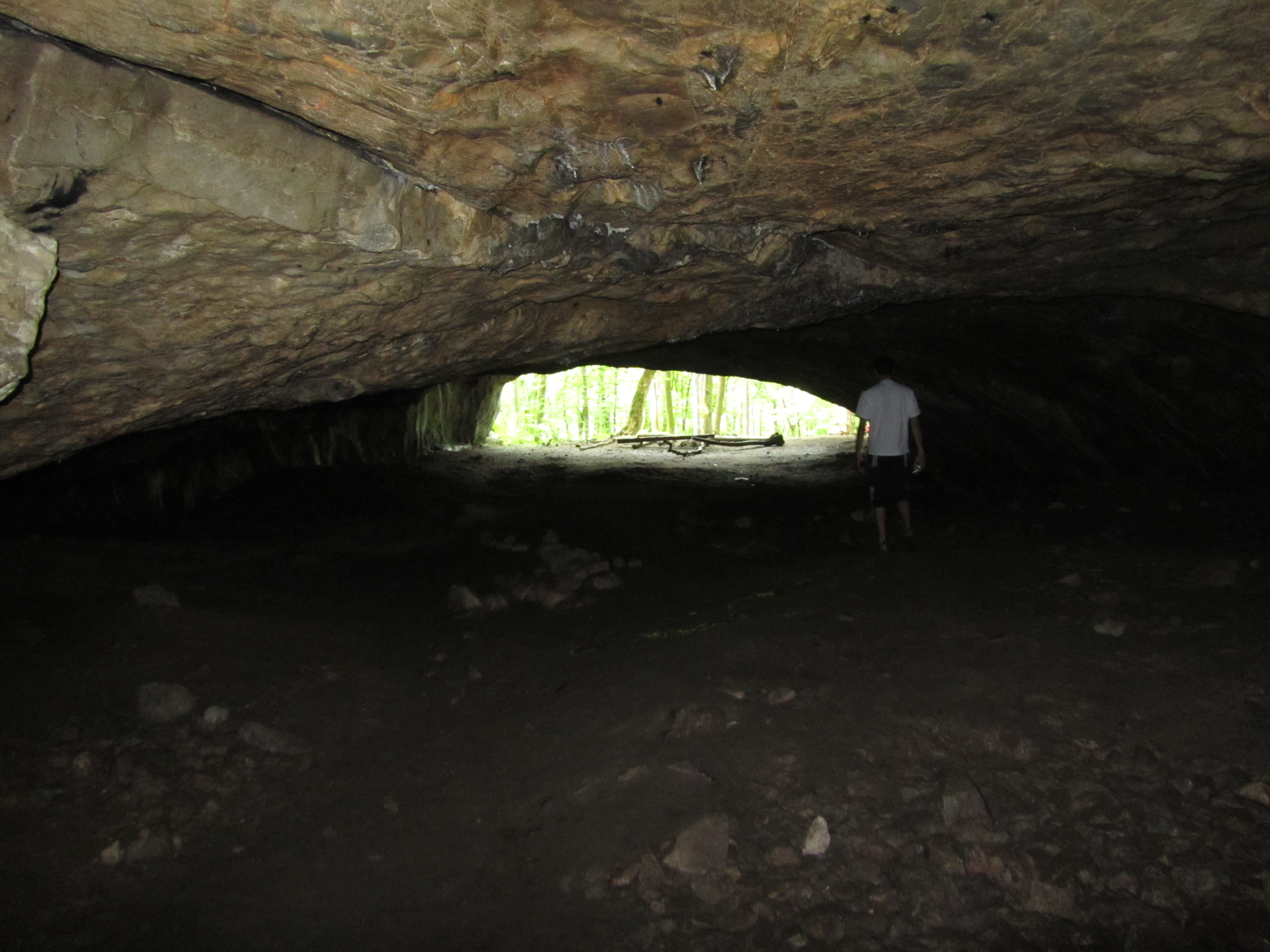
Jeskyně Pekárna